# Perhamite
La perhamite è un minerale.